# Oreocryptophis porphyraceus
Oreocryptophis porphyraceus är en ormart som beskrevs av Cantor 1839. Oreocryptophis porphyraceus är ensam i släktet Oreocryptophis som ingår i familjen snokar.
Oreocryptophis porphyraceus har påfallande röda och svarta band på kroppen i varierande anordning. Några av underarterna som listas nedan utgör kanske arter.
Arten är med en längd av 75 till 150 cm en medelstor orm. Den förekommer från Indien och södra Kina till Sydostasien. Habitatet utgörs av regnskogar och andra fuktiga skogar i låglandet och i bergstrakter. Individerna jagar små däggdjur och troligen andra kräldjur. Honor lägger ägg.

## Underarter
Arten delas in i följande underarter:
- O. p. porphyracea
- O. p. coxi
- O. p. laticincta
- O. p. nigrofasciata
- O. p. hainana
- O. p. kawakamii
- O. p. pulchra
- O. p. vaillanti